# Marienberg (Papua-Neuguinea)
Marienberg ist ein Ort in Papua-Neuguinea, im Osten der Provinz East Sepik. Der Ort liegt am Unterlauf des Sepik-Fluss (ehem. dt. Kaiserin-Augusta-Fluss), rund 50 Kilometer oberhalb von dessen Mündung in den Pazifik. In der Nähe gelegene Orte sind Angoram, Mambel, Dabero, Bien, Mabuk und Ariapan. 
Es gibt eine kleine Start- und Landebahn für Flugzeuge. Bereits zu deutschen Kolonialzeiten gab es dort eine Missionsstation. Daher trifft man noch heute die Bezeichnung Marienberg Mission für Marienberg.
Nach dem Ort ist die Gruppe der Marienberg-Sprachen benannt. 